# رعادة مبذولة
رَعَّادة مَبذُولَة نوع من أسماك الرعاد من جنس رعادة في الفصيلة الرعادية الموجودة في المياه الساحلية لشرق المحيط الأطلسي من بحر الشمال إلى جنوب إفريقيا والبحر الأبيض المتوسط. تعيش هذه الأسماك القاعية في الشعاب الصخرية وأحواض النجيل البحري والشقق الرملية والموحلة في المياه الضحلة إلى العميقة المعتدلة. يمكن أن يعيش في البيئات التي تحتوي على كمية قليلة جدًا من الأكسجين المذاب ، مثل برك المد والجزر. تحتوي الرعادة المبذولة على قرص زعنفة صدرية دائرية تقريبًا وذيل عضلي يحمل زعنفتين ظهريتين تكادان تكونان متساويتين في الحجم وزعنفة ذيلية كبيرة. يمكن التعرف عليه من خلال الإسقاطات الطويلة التي تشبه الأصابع على حواف الفتحات التنفسية وكذلك من خلال نمط اللون البني الداكن المرقش مع من أن بعض الأفراد يكونون بلون عادي. يصل الذكور والإناث عادة إلى 36–38 سنتيمتر (14–15 بوصة) و 55–61 سنتيمتر (22–24 بوصة) على التوالي.